# Апаратне шифрування
 Апаратне шифрування — процес шифрування, вироблений за допомогою спеціалізованих обчислювальних пристроїв.

## Введення
Сьогодні[коли?] для шифрування даних найбільш широко застосовують три види шифраторів: апаратні, програмно-апаратні і програмні. Їх основна відмінність полягає не тільки в способі реалізації шифрування та ступеня надійності захисту даних, але й ціною, що часто стає для користувачів визначальним фактором. Найдешевші пристрою шифрування — програмні, потім йдуть програмно-апаратні засоби і, нарешті, найдорожчі — апаратні. Незважаючи на те, що ціна апаратних шифраторів істотно вища програмних, різниця в ціні не порівнянна із значним підвищенням якості захисту інформації.

## Переваги апаратного шифрування
Велика кількість засобів шифрування даних створюється у вигляді спеціалізованих фізичних пристроїв. Програмні шифратори, як правило, дешевші апаратних і в ряді випадків здатні забезпечити більшу швидкість обробки інформації. Перелік переваг апаратних шифраторів:
- апаратний датчик випадкових чисел створює дійсно випадкові числа для формування надійних ключів шифрування та електронного цифрового підпису;
- апаратна реалізація криптоалгоритму гарантує його цілісність;
- шифрування і зберігання ключів здійснюються в самій платі шифратора, а не в оперативній пам'яті комп'ютера;
- завантаження ключів в шифрувальний пристрій з електронних ключів Touch Memory (i-Button) і смарт-карт проводиться безпосередньо, а не через системну шину комп'ютера і оперативної пам'яті, що виключає можливість перехоплення ключів;
- з допомогою апаратних шифраторів можна реалізувати системи розмежування доступу до комп'ютера і захисту інформації від несанкціонованого доступу;
- застосування спеціалізованого процесора для виконання обчислень розвантажує центральний процесор комп'ютера; також можна встановити декілька апаратних шифраторів на одному комп'ютері, що ще більш підвищує швидкість обробки інформації (це перевага притаманна шифраторам для шини PCI);
- застосування парафазних шин при створенні шифропроцесора виключає загрозу читання ключової інформації за коливаннями електромагнітного випромінювання, що виникають при шифруванні даних, в ланцюгах «земля — живлення» пристрою.
- шифрування даних проходить швидше, ніж у програмно-апаратно шифруванні[2]

При установці на комп'ютер спеціалізованого шифрувального обладнання буде виникати менше проблем, ніж при додаванні в системне програмне забезпечення функцій шифрування даних. У найкращому випадку шифрування має проводитися так, щоб користувач не помічав його. Щоб зробити це за допомогою програмних засобів, вони повинні бути заховані глибоко в операційній системі. Виконати цю операцію безболісно з налагодженою операційною системою дуже непросто. Але під'єднати шифрувальний пристрій до персонального комп'ютера або до модема зможе будь-який непрофесіонал.[відсутнє в джерелі]

## Види пристроїв апаратного шифрування
Сучасний ринок пропонує 3 різновиди апаратних засобів шифрування інформації потенційним покупцям:
- блоки шифрування в каналах зв'язку
- самодостатні шифрувальні модулі (вони самостійно виконують всю роботу з ключами)
- шифрувальні плати розширення для установки в персональні комп'ютери

Майже всі пристрої перших двох типів вузькоспеціалізовані. І тому потрібно досконально дослідити обмеження, які при установці ці пристрої накладають на відповідні пристрої, прикладне програмне забезпечення та операційні системи до того, як приймати кінцеве рішення про купівлю. В іншому випадку можна даремно витратити гроші, анітрохи не наблизившись до бажаної мети. Правда, існують компанії, які продають комунікаційне обладнання разом із заздалегідь встановленими пристроями апаратного шифрування, що іноді полегшує вибір.
Плати розширення для персональних комп'ютерів є більш універсальним засобом апаратного шифрування і, як правило, їх дуже легко налаштувати так, щоб вони шифрували всю інформацію, яка записується на жорсткий диск або пересилається в порти й дисководи. Зазвичай захист від електромагнітного випромінювання в платах розширення для апаратного шифрування відсутній, так як безглуздо захищати ці плати, якщо весь комп'ютер не захищається аналогічним чином.

## Додаткові можливості апаратних шифраторів
Використання цілої плати розширення тільки для апаратного шифрування занадто марнотратно. Крім функцій шифрування, виробники намагаються додати в свої пристрої різноманітні додаткові можливості, наприклад:
- Генератор випадкових чисел. Він потрібен в основному для генерації криптографічних ключів. До того ж, велика кількість алгоритмів шифрування застосовується і для інших цілей. Наприклад, алгоритм електронного підпису ГОСТ Р 34.10 — 2001: При обчисленні підпису використовується кожен раз нове випадкове число.
- Довірене завантаження. Контроль входу на комп'ютер. Кожного разу, коли користувач вмикає комп'ютер, пристрій буде вимагати від нього введення персональної інформації (наприклад, вставити дискету з ключами). Тільки якщо пристрій розпізнає надані ключі і визнає їх «своїми», завантаження буде продовжено. Інакше користувач буде змушений розбирати комп'ютер і виймати звідти плату шифратора, щоб включити комп'ютер (тим не менш, як відомо, інформація на жорсткому диску також може бути зашифрована).
- Контроль цілісності файлів операційної системи. Зловмисник не зможе у вашу відсутність що-небудь змінити в операційній системі. Шифратор зберігає у своїй пам'яті перелік всіх важливих файлів із заздалегідь порахованими для кожного контрольними сумами (або геш-значеннями), і комп'ютер буде заблоковано, якщо при черговому завантаженні не збігається контрольна сума хоча б одного з файлів[2]

Пристроєм криптографічного захисту даних (ПКЗД) називається плата розширення із усіма перерахованими вище можливостями. Пристрій апаратного шифрування, контролює вхід на персональний комп'ютер і перевіряє цілісність всіх файлів операційної системи, називається також «електронним замком». Зрозуміло, що аналогія не зовсім повна — звичайні замки сильно поступаються цим інтелектуальним пристроям. Хоча ясно, що останнім необхідно програмне забезпечення — потрібна утиліта, яка генерує ключі для користувачів та зберігає їх список для впізнання «свій/чужий». Крім цього, необхідна програма для вибору важливих файлів і підрахунку їх контрольних сум. Доступ до цих додатків зазвичай є лише у адміністратора безпеки. Він повинен заздалегідь налаштувати всі пристрої для користувачів, а якщо з'являться проблеми, повинен розібратися в їх причинах.

## Приклади існуючих апаратних шифраторів

### USB-шифратор ruToken
ruToken — російський засіб аутентифікації та захисту інформації, використовує сертифіковані алгоритми шифрування і аутентифікації та об'єднує в собі російські та міжнародні стандарти безпеки.
ruToken являє собою невелике електронний пристрій, що підключається до USB-порту комп'ютера (USB-брелок). Він є аналогом смарт-карти, а для роботи з ним не потрібно додаткове обладнання (сканер).
Аутентифікація
- Заміна парольної захисту при доступі до БД, Web-серверів, VPN-мереж і security-орієнтованим програмам на програмно-апаратну аутентифікацію;
- Захищені з'єднання при доступі до поштових серверів, серверів баз даних, Web-серверів, файл-серверів аутентифікації при віддаленому доступі.

- Захист інформації (шифрування ГОСТ 28147-89);
- Захист електронної пошти (ЕЦП, шифрування);
- Захист доступу до комп'ютера (авторизація користувача при вході в операційну систему).

Корпоративне використання
- У прикладних програмах у системах електронної торгівлі для зберігання службової інформації, персональної інформації користувачів, паролів, ключів шифрування, цифрових сертифікатів та іншої конфіденційної інформації;
- ruToken може виступати як єдиний ідентифікаційний пристрій для доступу користувачів до різних елементів корпоративної системи і забезпечувати, наприклад, розмежування доступу, автоматичну постановку ЕЦП документів і т. д.

Основні характеристики ruToken:
- Апаратне шифрування ГОСТ 28147-89;
- Файлова система ISO 7816;
- 8, 16, 32, 64 або 128 кбайт енергонезалежної пам'яті;
- Підтримка PC/SC, PKCS#11, MS CryptoAPI, X. 509.

Загальні технічні характеристики:
- Базується на захищеному мікроконтролері;
- Інтерфейс USB (USB 1.1 / USB 2.0);
- EEPROM пам'ять 8, 16, 32, 64 або 128 Кб;
- 2-факторна аутентифікація (за фактом наявності ruToken і за фактом пред'явлення PIN-коду);
- 32-бітовий унікальний серійний номер;
- Підтримка ОС Windows 98/ME/2000/XP/2003/Vista/2008/7;
- Підтримка стандартів ISO/IEC 7816, PC/SC, ГОСТ 28147-89, MS CryptoAPI і MS SmartcardAPI, PKCS#11 (v.2.10+);
- Власні Crypto Service Provider і ICC Service Provider зі стандартними наборами інтерфейсів і функцій API;
- Можливість інтеграції в будь-smartcard-орієнтовані програмні продукти (e-mail, internet-, платіжні системи і т. п.).

ruToken володіє вбудованою файловою системою, що відповідає стандарту ISO/IEC 7816. Забезпечується прозоре шифрування файлової системи по ГОСТ 28147-89 на основі даних, унікальних для кожного екземпляра ruToken.
Вбудований алгоритм шифрування ГОСТ 28147-89 дозволяє шифрувати дані в режимі простої заміни, гамування та гамування із зворотним зв'язком. ruToken виробляє 32-бітову імітовставки за ГОСТ 28147-89 і генерацію 256-бітових випадкових чисел. Ключі шифрування зберігаються в ruToken в захищеному вигляді, без можливості їх експорту ruToken. Підтримується імпорт ключів шифрування ГОСТ 28147-89.
Додаткові можливості:
- Підтримка стандарту X. 509 і алгоритмів RSA, DES (3DES), RC2, RC4, MD4, MD5, SHA-1;
- Захищене зберігання ключів асиметричного шифрування і цифрових сертифікатів та можливість використовувати ruToken для асиметричного шифрування даних і роботи з цифровими сертифікатами з будь-smartcard-додатків стандарту PC/SC;
- Протестована робота з E-mail-клієнтами: MS Outlook, MS Outlook Express і центрами сертифікації Microsoft і Verisign;
- Готове рішення — організація захищеного Logon в Windows 2000/XP/2003, в тому числі PKI Logon.

### ПСКЗІ серії ШИПКА
ПСКЗІ ШИПКА являє собою спеціалізований мобільний пристрій, що дозволяє надійно виконувати криптографічні перетворення та зберігати ключі.
Сімейство включає в себе серію USB-пристроїв (усвідомлюючи, що на ринку ЗКЗІ сьогодні досить широкий вибір лише дешевих засобів — аналогів смарт-карт, було розроблено модифікації зі значно розрізненими показниками): ШИПКА-1.5, ШИПКА-1.6 і ШИПКА-1.7, а також пристрої в конструктиві CF Type II, PC CARD Type II, ExpressCard 34 і пристрій ШИПКА-Модуль.
Криптографічна функціональність всіх цих пристроїв однакова — це шифрування, ЕЦП, геш-функція, генерація ключів, довготривале зберігання ключів і сертифікатів.
Реалізація криптографічних операцій у всіх випадках апаратна (по відношенню до ПК).
Для зберігання ключової інформації у всіх пристроях є енергонезалежна захищена пам'ять об'ємом 4 кбайт, розташована безпосередньо в процесорі.
Всі пристрої забезпечені додатковою енергонезалежною пам'яттю типу DataFlash з файловою системою, подібною ISO/IEC 7816; мають у своєму складі апаратні ДСЧ.
Всі модифікації ПСКЗІ ШИПКА працюють під ОС сімейства Win32, маючи для цього програмні інтерфейси — Криптопровайдер Microsoft CryptoAPI, бібліотека API PKCS#11.
У всіх пристроях сімейства ШИПКА реалізовані всі російські криптографічні алгоритми.
У них також реалізована можливість підтримки зарубіжні криптографічні алгоритми.
Набір зарубіжних алгоритмів для всіх пристроїв однаковий:
Шифрування: RC2, DES, DESX, TripleDES; Гешування: MD5, SHA-1;
ЕЦП: RSA (ШИПКА-1.5 — 512-біт, решта — 2048 біт), DSA (ШИПКА-1.5 — 1024-біт, решта — 2048 біт).
Всі пристрої є повністю програмованими — firmware може оновлюватись безпосередньо користувачем. Це дає можливість розширення її функціональності та створення індивідуальних рішень для тих чи інших завдань замовника, оскільки в цілому ряді випадків ексклюзивне рішення істотно краще стандартного.
Персональне засіб криптографічного захисту даних ШИПКА-1.7
Характеристики:
- тактова частота процесора: 16 МГц
- 1-2 такти на команду (більшість — 1)
- частота виконання команд: 14 МГц
- Пам'ять програм: 128 Кбайт
- Оперативна пам'ять: 4 кбайта
- Вбудована захищена енергонезалежна пам'ять: 4 кбайт EEPROM
- Засоби підвищення продуктивності криптографічних перетворень: Апаратний криптографічний співпроцесор
- Підтримка файлової системи: За стандартом ISO/IEC 7816
- Зовнішня пам'ять: 1) Типу Data Flash 2 Мбайт (по замовленню — до 8 Мбайт)

2) Типу NAND-flash — до 1Гб (шифрований диск (шифрування ГОСТ 28147-89)
- Двуплечевий апаратний датчик випадкових чисел
- High-speed Контролер USB-інтерфейсу
- Швидкість обміну для односпрямованих функцій — близько 3 мбайт/с, для двонаправлених — близько 1,5 мбайт/с
- Апаратна реалізація криптографічних алгоритмів:

При наявності шифрованого диску — тільки
— ЕЦП + шифрування ГОСТ + геш ГОСТ;
Якщо диск не ставити то доступні так само
— ЕЦП + шифрування DES/TripleDES + SHA-1 хеш;
— ЕЦП + шифрування RC2 + геш MD5;
Швидкості:
ЕЦП за ГОСТ Р 34.10-2001:
— вироблення ключа — 30 мс,
— обчислення ЕЦП — 40 мс,
— перевірка ЕЦП — 70 мс.
Обчислення геш-функції — близько 3 мбайт/з,
шифрування — близько 1,5 мбайт/с.
- Обмін даними з власною зовнішньою пам'яттю: За допомогою апаратного контролера SPI-інтерфейсу.

Гранична швидкість: 1 мбайт/с, реальна — 500 кбайт/с без накладних витрат
Можливість оновлення firmware без додаткового обладнання у користувача є, включаючи динамічне перепрограмування криптографічного співпроцесора.

### ПКЗД серії КРИПТОН
Пристрої криптографічного захисту даних (ПКЗД) серії КРИПТОН — це апаратні шифратори для IBM PC-сумісних комп'ютерів. Пристрої застосовуються в складі засобів і систем криптографічного захисту даних для забезпечення інформаційної безпеки (у тому числі захисту з високим рівнем секретності в державних і комерційних структурах.
КРИПТОН — серія апаратних шифраторів для IBM PC-сумісних комп'ютерів, виконані у вигляді плат розширення ISA і PCI персонального комп'ютера з процесором i386 і вище.
Програмне забезпечення пристроїв КРИПТОН дозволяє:
шифрувати комп'ютерну інформацію (файли, групи файлів і розділи дисків), забезпечуючи їх конфіденційність;
здійснювати електронний цифровий підпис файлів, перевіряючи їх цілісність і авторство;
створювати прозоро завдання ізоляції, шифрування логічних дисків, максимально полегшуючи і спрощуючи роботу користувача з конфіденційною інформацією;
формувати криптографічно захищені віртуальні мережі, шифрувати IP-трафік і забезпечувати захищений доступ до ресурсів мережі мобільних та віддалених користувачів;
створювати системи захисту інформації від несанкціонованого доступу та розмежування доступу до комп'ютера.
Основні характеристики:
- алгоритм шифрування ГОСТ 28147-89;
- розмірність ключа шифрування — 256 біт (кількість можливих комбінацій ключів — 1,158*1077);
- кількість рівнів ключової системи — 3 (головний ключ — інтерфейс/мережевий ключ — сеансовий ключ);
- датчик випадкових чисел — апаратний (атестований експертною організацією);
- відхилення розподілу значення випадкових чисел від рівноймовірного розподілу — не більше.0,0005;
- підтримувані операційні системи — MS-DOS, Windows 95(98)/ME/NT 4.0/2000/XP/2003 UNIX (Solaris/Intel) (можливе створення оригінальних програмних драйверів для роботи пристроїв).

Crypton Emulator — програмний емулятор функцій шифрування УКЗД серії «КРИПТОН» в ОС Windows 95/98/Me/NT 4.0/2000/XP/2003, Solaris 2.x, 7, 8, Linux.
Емулятор забезпечує шифрування за алгоритмом ГОСТ 28147-89, за функціями шифрування емулятор повністю сумісний з ПКЗД серії «Криптон». Таким чином, можлива заміна апаратного ПКЗД «Криптон» його програмним емулятором без будь-якої зміни програмного забезпечення, що використовує ПКЗД «Криптон» або Crypton Emulator через стандартний програмний інтерфейс Crypton API.
З шифратором працює прикладне програмне забезпечення, розраховане на кінцевого користувача та/або засоби розробки — бібліотеки, призначені для вбудовування в продукти незалежних розробників функцій шифрування та/або електронного цифрового підпису (ЕЦП).
Бібліотека Crypton API — є необхідною інтерфейсною складовою і забезпечує програмний інтерфейс до пристроїв криптографічного захисту даних (ПКЗД) серії КРИПТОН для додатків Win32 і DOS-програм в режимі емуляції DOS в операційних середовищах Windows 95/98/NT 4.0/2000/XP/2003, Solaris 2.x, 7, 8 (x86, Sparc). Використання різних компонентів і рішень дозволяє вирішувати завдання, починаючи від абонентського шифрування та ЕЦП і закінчуючи шифруванням IP-трафіку. Дозволяють захищати відомості з вищим грифом секретності, включаючи відомості, що становлять державну таємницю.

### eToken PRO
eToken PRO (Java) являє собою захищений пристрій, призначений для суворої аутентифікації, безпечного зберігання секретних даних, виконання криптографічних обчислень і роботи з асиметричними ключами і цифровими сертифікатами.
- Мікросхема смарт-карти: Atmel AT90SC25672RCT
- Операційна система смарт-карти: Athena OS755, вбудована віртуальна машина Java (повністю сумісна зі стандартом Sun Java Card)
- Підтримувані інтерфейси і стандарти: PKCS#11 версії 2.01, Microsoft CryptoAPI, PC/SC, підтримка сертифікатів стандарту X. 509 v3; SSL v3, IPSec/IKE; Microsoft CCID; eToken Minidriver
- Апаратно реалізовані алгоритми: RSA 1024 / 2048, DES, 3DES, SHA-1
- Захищена пам'ять об'ємом 72 КБ на мікросхемі смарт-карти
- Моделі: USB-ключ і смарт-карта
- Можливість вбудовування радіо-мітки (RFID)
- Підтримувані версії eToken PKI Client: 4.55 і вище
- Підтримувані версії eToken SDK: 4.5 і вище

Призначення
- Двофакторна аутентифікація користувачів автоматизованих систем.
- Захищене зберігання ключової інформації користувачів.
- Завантаження і виконання користувальницьких додатків (аплетів) на пристрої.

Можливості
- Двофакторна аутентифікація користувачів в системах, побудованих на основі технології PKI, в успадкованих додатках, на робочих станціях в мережі, в гетерогенних середовищах, при віддаленому доступі до інформаційних ресурсів. Для аутентифікації користувача можуть використовуватися кілька методів, включаючи:
  - автентифікацію на основі PKI з використанням цифрових сертифікатів стандарту Х. 509;
  - автентифікацію на основі паролів, кодів доступу та інших даних, що зберігаються в захищеній пам'яті пристрою.
- Розширення базової функціональності за рахунок завантаження додаткових додатків (аплетів), розроблених на мові Java.
- Збільшений обсяг пам'яті для захищеного зберігання користувацьких даних і ключової інформації користувача (72 КБ).
- Робота без установки додаткових драйверів в операційних системах Windows Vista, Linux, Mac OS (драйвера входять до складу ОС).
- Вбудовані радіо-мітки (RFID-мітки) для використання в системах контролю та управління доступом у приміщення.

### IronKey
IronKey флеш-диск з прозорим апаратним шифруванням даних. Призначений для безпечного зберігання секретних даних.
- Апаратно реалізовані алгоритми: RSA 2048, SHA 256, AES 256.
- Захищена пам'ять об'ємом 1-32Гб, в залежності від моделі.
- Самознищення ключів шифрування і власне даних після 10 неправильних спроб введення пароля (пристрій більше не працездатний).
- Додаткові функції, що забезпечують безпеку роботи користувача (менеджер паролів, анонімний шифрований доступ в інтернет, віртуальна клавіатура, утиліта створення і відновлення зашифрованих резервних копій і т. д.)